# Командування Сухопутних військ України
У статті наведено командування Сухопутних військ Збройних сил України.

### Командувачі
- 1994—1998: Собков Василь Тимофійович
- 1998—2001: Шуляк Петро Іванович
- 2001—2002: Затинайко Олександр Іванович
- 2004—2006: Петрук Микола Миколайович
- 2006—2007: Фролов Валерій Семенович
- 2007—2009: Свида Іван Юрійович
- 2009—17.01.2014: Воробйов Генадій Петрович
- 06.05.2014—13.01.2016: Пушняков Анатолій Савватійович[1][2]
- лютий 2016: т.в.о. генерал-лейтенант Хомчак Руслан Борисович[3]
- 28.03.2016—05.08.2019: генерал-полковник Попко Сергій Миколайович[4][5]
- 05.08.2019—08.02.2024: генерал-полковник Сирський Олександр Станіславович[6]
- 11.02.2024—29.11.2024: генерал-лейтенант Павлюк Олександр Олексійович
- 29.11.2024—03.06.2025: генерал-майор Драпатий Михайло Васильович[7]
- з 19.06.2025: бригадний генерал Шаповалов Геннадій Миколайович[8][9]

### Начальники штабу
- 2016—2018[уточнити]: генерал-лейтенант Хомчак Руслан Борисович[10]
- 2020—2022: генерал-майор Танцюра Ігор Іванович[11]

### Інші
Перші заступники
- з 2017: генерал-лейтенант Назаркін В'ячеслав Миколайович[12][13]

Заступники командувача з територіальної оборони
- 2019—2022: генерал-майор Баргилевич Анатолій Владиславович[12]

Командувачі логістики
- 2018—2020: генерал-лейтенант Кропивченко Сергій Іванович[14][15]
- з 2020: бригадний генерал Карпенко Володимир Володимирович[16]

Начальники управління з морально психологічного забезпечення
- з 2017: генерал-майор Голоднюк Олександр Миколайович[12]

Заступники з бойової підготовки
- 2018: генерал-лейтенант Довгань Ігор Андрійович[12]

Командувачі ракетних військ і артилерії Збройних Сил України — заступники командувача
- 2015—2020: генерал-лейтенант Горбильов В'ячеслав Юрійович[17]
- з 2020: генерал-майор Маліновський Андрій Володимирович[18]

Начальники Академії Сухопутних військ імені гетьмана Петра Сагайдачного
- з 2009: генерал-лейтенант Ткачук Павло Петрович[19]

Начальники управління армійської авіації
- 2017—2020: генерал-майор Яременко Ігор Віталійович[20]

Начальники управління протиповітряної оборони
- 2017—2020: генерал-майор Кісільов Сергій Станіславович[21]

Начальники 169 навчального центру
- 2017—2021: генерал-майор Ніколюк Віктор Дмитрович[22]
- з 2021: полковник Жакун Олександр Миколайович[23]

## Символіка

Нарукавний знак Командування Сухопутних військ

Символіка нарукавного знака Командування Сухопутних військ Збройних Сил України базується на кольоровій гамі, визначеній Наказами Міністерства оборони України № 606, 370 та 238, а також встановленої «Комунікаційною стратегією Збройних Сил України — 2023», затвердженої 27 лютого 2023 року Головнокомандувачем Збройних Сил України.
Кольором Сухопутних військ є оливковий колір «Степ», а кольорами основних сил Сухопутних військ — Механізованих військ та Ракетних військ та артилерії
є, відповідно, синій та червоний кольори. Тому нарукавний знак Командування Сухопутних військ має вигляд чотиридільного щита, з двома оливковими чвертями та по одній — синій і червоній.
Латна рукавиця та пірнач згідно із «Методичними рекомендаціями щодо окремих питань розвитку та впровадження військової символіки у Збройних Силах України» від 14 січня 2020 р. є «символом військово-адміністративного управління». Зображення пірнача також традиційно уживано в українській геральдиці як символ військової влади.
Девіз Командування Сухопутних військ Збройних Сил України — «VICTORIA SEQUITUR FORTES», тобто — «ПЕРЕМОГА ЙДЕ ЗА СИЛЬНИМИ».